# Lubjanka (stanice metra v Moskvě)
Lubjanka (rusky Лубянка) je stanice moskevského metra.

## Charakteristika stanice
Stanice byla přejmenována po rozpadu Sovětského svazu – původní název je Dzeržinskaja podle náměstí, na něž ústí oba původní vestibuly. Nachází se na lince Sokolničeskaja a patří mezi první zprovozněné stanice. Otevřena byla spolu s ostatními prvního úseku mezi stanicemi Komsomolskaja a Park Kultury 15. května 1935. Je hluboko založená, a to 32,5 metru. Vybudována byla podle projektu N. A. Ladovského, vyzdobena je světlým mramorem, stěny pak porcelánovými deskami. Podlaha je vyložena černým a rudým mramorem, v eskalátorové hale se dosud nachází mramorová busta F. E. Dzeržinského.
Vestibuly ústí převážně na náměstí Lubjanka, během rekonstrukce v letech 1973–1975 byly pod ním vybudovány podchody a vestibuly v obchodním domě Dětskij mir, v Polytechnickém muzeu a na Mjasnické ulici.

## Teroristický útok
29. března 2010 byl v této stanici během ranní špičky v 7:56 hodin ráno proveden teroristický útok, při kterém zahynulo 23 lidí a další desítky byly raněny. Jedna žena odpálila výbušninu pomocí mobilních telefonů. Zhruba o 45 minut později byla odpálena druhá bomba na téže lince ve stanice Park Kultury, kde zemřelo 15 lidí a další desítky byly raněny. K útoku se přihlásila teroristická skupina ze severního Kavkazu.